# Crista Flanagan
Crista Flanagan (Mount Vernon (Illinois), 24 februari 1976) is een Amerikaanse komische actrice, filmproducente en scenarioschrijfster.

## Biografie
Flanagan werd geboren in Mount Vernon (Illinois) in een gezin van drie kinderen, en is van Amerikaans/Ierse afkomst. Zij studeerde af met een Bachelor of Science in theaterwetenschap aan de University of Evansville in Evansville (Indiana). Tijdens haar studie begon zij met acteren op het schooltoneel.
Flanagan begon in 2003 met acteren in de televisieserie ER, zij is vooral bekend van haar optreden in de televisieserie MADtv waar zij in 82 afleveringen actief was (2005-2009).

## Filmografie

### Films
Uitgezonderd korte films.
- 2018 Doubting Thomas - als Lucy
- 2014 Dr. Brown - als Gemma
- 2013 Garden Apartments – als Crista
- 2013 Best Night Ever – als Janet
- 2012 Beautiful People – als Lisa
- 2010 Vampires Suck – als Eden
- 2008 Disaster Movie – als Juney / Hannah Montana
- 2008 Meet the Spartans – als Spartaanse vrouw / look-a-like van Ugly Betty
- 2007 Epic Movie – als Hermione Granger

### Televisieseries
Uitgezonderd eenmalige gastrollen.
- 2018 The News Tank - als Kirsten Flannery - 5 afl.
- 2018 G.P.A. - als Jen Holland - 4 afl.
- 2015 Club 5150 - als Angela - 4 afl.
- 2015 Clipped - als Rhonda Doyle - 8 afl.
- 2014 Marry Me - als Libby Berman - 2 afl.
- 2013-2014 Trophy Wife – als Ms. Wickersham – 2 afl.
- 2013 Hello Ladies – als Marion – 3 afl.
- 2009-2010 Hank – als Dawn – 3 afl.
- 2007-2009 Mad Men – als Lois Sadler – 9 afl.
- 2005-2009 MADtv – als diverse karakters – 82 afl.

### Filmproducente
- 2018 Happy Times Sketch Lab - televisieserie - 5 afl.
- 2013 Garden Apartments – film
- 2008 Other Plans – korte film

### Scenarioschrijfster
- 2013 Garden Apartments – film
- 2012 Date-A-Max - televisieserie - 1 afl.
- 2008 Other Plans – korte film
- 2005-2006 MADtv – televisieserie – 20 afl.